# Chiesa di San Bartolomeo (Firenze)
La chiesa di San Bartolomeo, detta anticamente anche San Bartolo, era una chiesa di Firenze e si trovava in via de' Calzaiuoli, tra gli attuali numeri 56 e 58. Oggi resta una targa che ne ricorda l'esistenza.

## Storia
La chiesa faceva parte delle più antiche parrocchie del centro fiorentino e risaliva all'XI secolo. È ricordata per la prima volta in un atto del 25 giugno 1132.
San Bartolomeo era patrono dei pittori, che in molti tenevano in questa zona, tanto che questo tratto di strada era anticamente chiamato "San Bartolo tra i Pittori".
Fu patronata dai Macci e da altre famiglie della zona, infatti in alcuni documenti è chiamata anche "San Bartolomeo de' Macci". I Macci avevano infatti le case antistanti (come la torre dei Macci) e ne patronavano la cappella maggiore.
Nel 1486 la mensa della parrocchia venne unita al capitolo di San Lorenzo. Nel 1673 vi venne fondata la Compagnia di Sant'Anna dei Palafrenieri; vi si radunava anche la Compagnia dei Cocchieri, dedicata a sant'Antonio Abate.
All'epoca del Granduca Pietro Leopoldo, nel 1768, venne soppressa come molte altre piccole parrocchie del centro e in seguito distrutta durante l'allargamento della via, tra il 1842 e il 1844.

## Descrizione
Fu disegnata nel Codice Rustici, in cui si vede che era abbellita da un loggiato a tre arcate con ghiere bicolori, di stile romanico-toscano, e colonne binate dotate di capitelli con teste leonine e d'ariete, un bel portale con una lunetta con due draghi a bassorilievo ai lati di un rosoncino, e una bifora nella parte alta della facciata.
L'altare maggiore era decorato da affreschi di Bernardino Poccetti.
Nella chiesa erano presenti alcune iscrizioni, tra cui una che ricordava "JVLIANI PETRI DE GERINI ET SVORVM" e una relativa alla sepoltura della famiglia Bonaccorsi.